# Jernej Lorenci
Jernej Lorenci, slovenski gledališki režiser, * 1973, Maribor
Diplomiral je s Sofoklejevo Antigono na AGRFT, kjer tudi poučuje. Debitiral je v SNG Maribor z Brechtovim Baalom. Pred tem je bil asistent Mete Hočevar (Tri sestre) in Paola Magellija (Dvojni Filoktet).

### Zgodnja leta
Pri šestih letih je na Cresu videl prvo gledališko predstavo in sicer Vihar W. Shakespearea. V sedmem razredu OŠ je napisal svojo prvo dramo. Kot gimnazijec je s svojim Mrtvim gledališčem iz Maribora uprizoril Smoletovo Antigono.

### Napad študenta
25. novembra 2009 ga je študent v predverju akademije z lovskim nožem zabodel v hrbet.

### Zasebno
Poročen je bil s hrvaško igralko Dario Lorenci. Njegova druga žena je plesalka in koreografinja Kaja Lorenci.

## Nagrade in priznanja
- 2014: nagrada Prešernovega sklada uprizoritev Kako jemati njeno življenje, Nevihta, Dantonova smrt in Ponorela lokomotiva
- 2017: Europe Theatre Prize - Europe Prize Theatrical Realities

### Borštnikova nagradaza režijo
- 2012: Aleksander Nikolajevič Ostrovski Nevihta, MGL
- 2009: Ajshil Oresteja, SNG Drama Ljubljana
- 2006: Ep o Gilgamešu, besedilo priredil Nebojša Pop Tasić, SMG